# Боніфратри
Боніфра́три (лат. Ordo Hospitalarius Sancti Joannis de Deo, італ. Fatebenefratelli), орден госпітальєрів св. Івана Божого, «милосердні браття» — монаший орден Римо-Католицької Церкви, заснований у 1537 році у Гранаді, Іспанія.

## Історія
Боніфратри засновані в першій половині XVI століття святим Іваном Божим. Від початку історії група присвятила себе до догляду за хворими, бідними та повіями.
До смерті Івана його послідовники сформували групу, що не мала реальної організації. Тільки з 1572 року боніфратри стали дійсно релігійною спільнотою. Вони дотримуються уставу Св. Августина і сповідували обітниці бідності, чистоти та послуху, а також четвертої обітниці — допомоги хворим.
Заслуга поширення ордену за межами Іспанії лежить на одному брату — Петро Соріано, який в 1571 році привів невелику групу в битві при Лепанто для організації сестринського догляду на галерах. Близько 1572 він відкрив лікарню в Неаполі, і друга установу в Римі — в 1581 році. У 1584 році він заснував одну лікарню в Перуджі (в 1586 році), а дві інших — в Тарквінії і в Палермо.
У 1586 році папа Сикст V буллою Etsi pro debito надав братам статус релігійного ордену. Таке управління вимагало нової ієрархічної організації — за допомогою громад, кожна з яких є під керівництвом настоятеля, і які були згруповані у релігійні провінції, на чолі з провінційними начальниками, які залежали від Риму. Отець Соріано був першим верховним генералом.
Перша лікарня ордену у Франції був заснована в Парижі в 1601 році, королевою Марією Медічі. У дні Французької революції братів вигнали з сорока лікарень, де вони доглядали за 4125 пацієнтами. Проте відтоді було створено кілька великих нових лікарень.
На додаток до цього, лікарня ордену була заснована в Назареті. У 1882 році будинок для божевільних чоловіків заснували у Стіллоргані, недалеко від Дубліна, Ірландія. Інший будинок, у Скортоні (Північний Йоркшир), був заснований у 1880 році для прийому пацієнтів чоловічої статі з хронічними недугами, паралічем, або дуже літніх, за підтримки благодійних внесків та платежів за ув'язненими. Ірландська влада визнала заслужений внесок у розвиток суспільства, і вшанувала орден спеціальною серією пам'ятних поштових марок в 1979 році, присвячених сторіччю ордена в Ірландії.
Завдяки централізованій, не пов'язаній з політикою структурі, боніфратри мають програму поширення з певною автономією не тільки у католицьких країнах Європи, а й у так званих «землях місії», особливо в Латинській Америці та Азії, в Африці та Австралії.
Проте, протягом перших трьох століть, втручання держав та різних революцій не дозволяло цивільним особам боніфратрів скликати генеральний капітул для прийняття устав, який прийняли лише у 1887 році.

## В Україні
Існував монастир цього ордену в Кам'янці на Поділлі. Фундуш для нього надав, зокрема, майбутній кам'янецький каштелян Ґабріель Сільніцький. Фундуш затвердив сейм 1667 року.
До Львова майбутній король Ян Собеський спровадив двох ченців 1659 року, заклавши шпиталь св. Лаврентія. Ченці перебували там до кінця XVIII ст., коли за декретом цісаря Йосифа ІІ там облаштували військовий шпиталь, що діє донині. Ченці шпиталю з 1785 лікували хворих у Крайовому шпиталі.

## Сьогодення
Боніфратри є присвячені для підтримки хворих і нужденних. Церква визнана їх жебракуючим орденом, тобто вони не мають чернечого місця осідку чи канонічного права.
Практично всі брати ордену працюють в лікарнях — або монастирських, або у світських. Багато хто з них має вищу медичну освіту. Лікарні боніфратрів завжди були відомі унікальними методами траволікування, а також ефективною допомогою людям з нервовими зривами та психічними розладами. Під час військових дій багато братів ордену працювали у військових госпіталях, оскільки на додаток до суспільної допомоги, орден також сприяє і євангелізації.
Брати проходять спеціальний курс підготовки для того, щоби пристосувати себе краще до милосердя, якому вони присвячують своє життя. У деяких провінціях деякі з них здобувають освіту у галузі загальної медицини, хірургії та хіміотерапії. За прикладом своїх засновників, вони шукають свого освячення у духовно-тілесному добробуті своїх пацієнтів. До трьох урочистих монаших обітниць вони додають четверту — обітницю служіння хворим.
Нині орден присутній числом близько 400 благодійних організацій на п'яти континентах в таких країнах як Італія, Канада, Гана, Японія, Австралія, Франція, США, Того, Південна Корея, Нова Зеландія, Австрія, Бразилія, Бенін, Індія, Папуа Нова Гвінея, Німеччина, Венесуела, Сенегал, В'єтнам, Угорщина, Перу, Камерун, Філіппіни, Іспанія, Еквадор, Замбія, Польща, Куба, Ліберія, Португалія, Мексика, Сьєрра-Леоне, Ірландія, Чилі, Англія, Болівія, Чехія, Аргентина, Словаччина, Колумбія, Ватикан.
Станом на 31 грудня 2009 року боніфратри налічують 218 монастирів і 1204 монахів, 136 з них — священники.